# هواپیمایی شرق

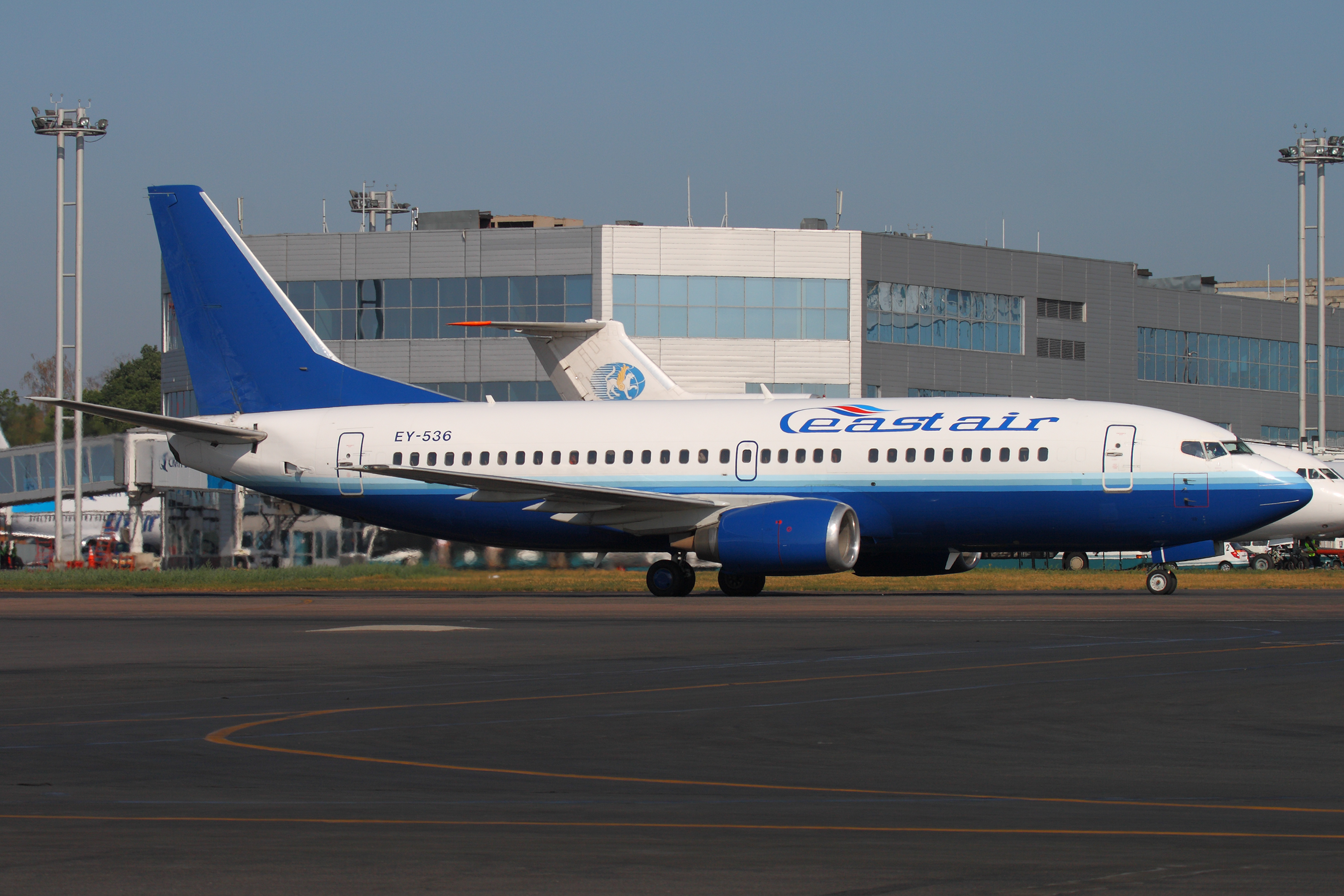
تصویر یک هواپیمای هواپیمایی شرق

هواپیمایی شرق (انگلیسی: East Air) یک شرکت هواپیمایی خصوصی در قرغان‌تپه، تاجیکستان است. این شرکت پروازهایی منظم از قرغان‌تپه و کولاب به روسیه ارائه میدهد.

## ناوگان
ناوگان هواپیمایی شرق شامل هواپیماهای بوئینگ ۷۳۷ و ایرباس ای۳۲۰ است. (بر اساس تاریخ می ۲۰۱۴):